# Sverige under äldre medeltiden
Denna artikel behandlar Sveriges historia under äldre medeltid, perioden från omkr. 1050 till 1250 i Norden. Perioden sammanfaller med högmedeltiden (1000–1300) i övriga Europa, och begreppet äldre medeltid sammanblandas i många källor med Europeisk tidig medeltid (500–1050), då det fortfarande rådde järnålder i Norden. I Sverige inleds äldre medeltiden med att Emund den gamle blir svensk kung och avslutas med att den siste av Erikska ätten, Erik den läspe och halte dör och därmed bereder plats för Bjälboätten med Birger jarl i spetsen.

## Källmaterial

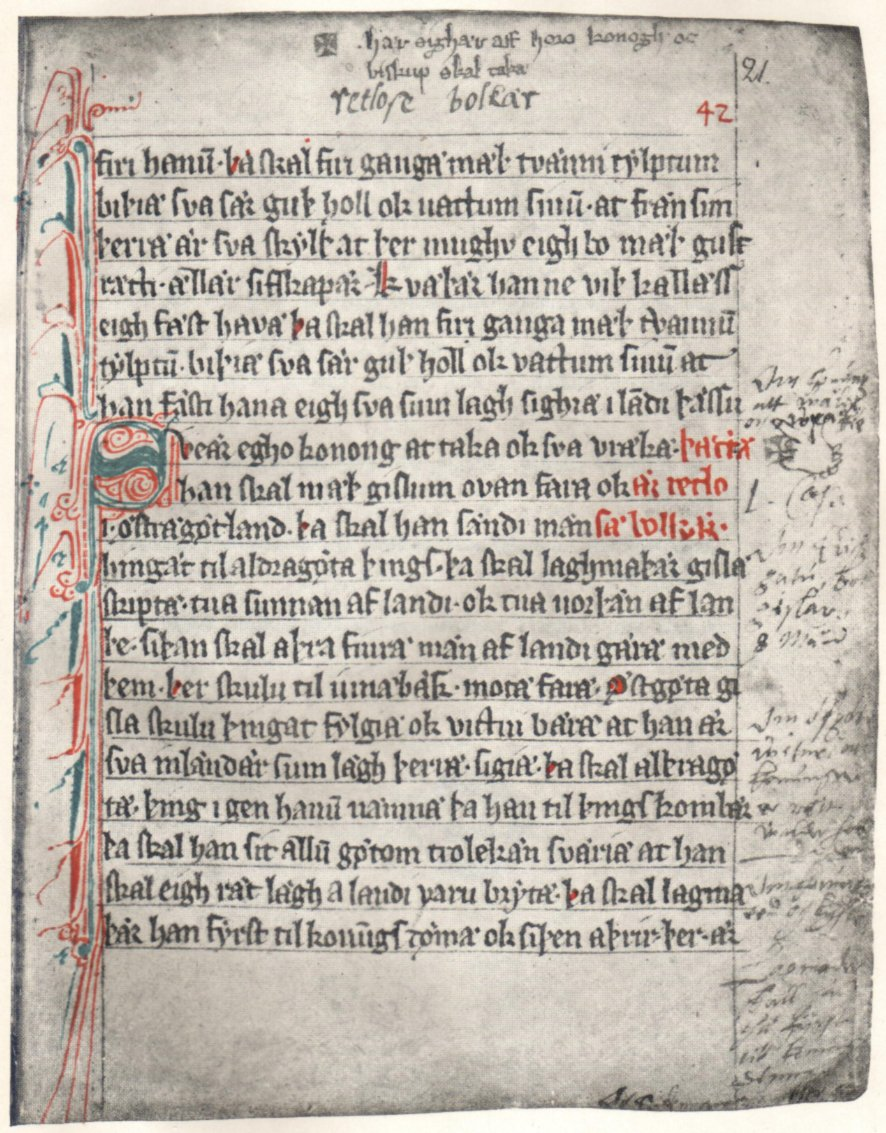
Västgötalagen

För denna period ges också andra inhemska källor än runstenarna, vilkas resande fortfor under periodens början, men kom ur bruk, då nu den latinska skriften genom kyrkans inflytande undanträngde runskriften. Offentliga urkunder (kunga- och påvebrev o.d.; se diplom) börjar finnas, landskapslagarnas upptecknande tar nu sin början, och i en till Västgötalagen fogad konungalängd möter en ansats till svensk historieskrivning. Den första svenska krönikan, "Erikskrönikan", kom visserligen inte till förrän under nästa period, men dess framställning går tillbaka till slutet av den nu ifrågavarande.

## Geografisk utbredning
Eftersom en statlig organisation inte växte fram förrän vid slutet av denna period hade riket heller inte en tydlig avgränsning i alla riktningar. Gränsen mellan Danmark/Halland och Västergötland som beskrivs i Äldre Västgötalagen och en gränsläggningstraktatet kallad Landamäri. Blekinge beskrivs som en del av Danmark först på 1200-talet.
Ett annat vittnesbörd om Sveriges omfattning vid denna tid ges i det så kallade Florensdokumentet, en påvlig skrift från omkring år 1120. Den för Sverige intressanta passagen lyder på latin:
Nomina insularum de regno Sueuorum. Gothica australis. Gothia occidentalis. Guasmannia. Sundermannia. Nerh. Tindia. Fedundria. Atanht. Guthlandia. Guarandia. Findia. Hestia. Helsingia. Guarmelande. Teuste.
Vilka områden som denna lista över delarna av sveariket, de så kallade "öarna", syftar på har diskuterats. Historikern Adolf Schück delade 1952 in uppräkningen i tre kategorier av territorier:
- 1) områden som var fast knutna till riket, med rätt att godkänna kung (Östergötland, Västergötland, Västmanland, Södermanland, Närke),
- 2) svearikets kärnbygder, som hade rätt att utse kungen (Tiundaland, Fjärdhundraland, Attundaland) och
- 3) områden som var mer löst knutna till riket, kanske bara tribut- eller skattländer (Gotland, Värend, Finnveden, Hestia (avser Gästrikland alternativt Estland), Hälsingland, Värmland, Tjust).

Schück tolkade således inte "Findia" som Finland, men kunde tänka sig att "Hestia" syftade på "Österlanden": såväl Åland, sydvästra Finland som Estland (åtminstone Dagö och Ösel). Jöran Sahlgren tolkar "Hestia" som Estland och tillägger, "om Hestia är Estland kan säkerligen också Findia vara Finland". Curt Weibull finner delar av tolkningen osäker, och framför att "Findia" och "Hestia" även har tolkats som Finnveden och Gästrikland.
Lagsagor utifrån skilda landskapslagar fick en fastare form när stift och socknar etablerats, liksom häradena som finns från denna period i Götaland och Svealand upp till södra Dalarna. Vid slutet av denna period kan de nutida landskapen ses som gränsmässigt klarlagda med undantag av Gästrikland och Dalsland som ännu inte var separata områden, av Norrland norr om Hälsingland som inte var uppdelad och att Småland  som inte var ett gemensamt område utan delades mellan Östergötlands lagsaga och stift och Tiohärads lagsaga (omfattande Finnveden, Värend och Njudung) och Växjö stift (då enbart omfattande Värend).
Redan under vikingatiden hade de ekonomiska kontakterna med sydvästra Finland etablerats, och genom dem spreds kristna seder till det som skulle bli den östra rikshalvan. De första kristna församlingarna där torde ha grundats redan under 1000-talet. Under 1100-talet fick missionsverksamheten mer ordnade former. Kungamakten hade stärkts, och det hade uppstått en konkurrens mellan påvemakten och Tyska kejsardömet. Som en del av denna maktkamp utvidgade påven den systematiska missionsverksamheten till Finland, medan kejsarens korsriddare lade under sig områden i Baltikum. Det första av de så kallade korstågen till Finland ägde möjligen rum 1155. Enligt legenden stannade Sankt Henrik kvar som biskop i det nya missionsstiftet. De mer stabila förhållandena uppmuntrade till en ökande migration från överbefolkade delar av Sverige till de rätt obebodda finska kusterna.

## Tronstrider
Strax innan och under äldre medeltid var landskapen i Mälardalen (Svealand) och runt Vättern (Götaland) oftast enade under samma kung, men Sverige betraktas av en del nutida svenska historiker inte som en stabil statsbildning förrän vid slutet av maktkampen mellan den sverkerska och erikska ätten på 1200-talet. Sydvästra Finland var då riket etablerats en av dess kärnregioner. Centraliseringen av makten fortgick under hela medeltiden.
Till Emund den gamles efterträdare valdes Stenkil, en kristen storman, troligen från Västergötland och Emunds måg. Stenkils söner (Halsten och Inge den äldre, Stenkils ättlingar, Inge den yngre och Filip, Halstens söner) fick kämpa om riket med medtävlare, vilka liksom de synas ha på kvinnolinjen härstammat från den gamla kungaätten. Osäkerheten i tronföljden fortfor, även sedan Stenkilska ätten omkr. 1130 utslocknat på manssidan och övergick till en tävlan mellan två kungaätter, kallade den sverkerska och erikska efter sina första kungar: Sverker den äldre, död 1156, och Erik Jedvardsson, död 1160 och sedermera, ehuru ej kanoniserad, dyrkad som Sveriges skyddshelgon. Till en början torde dessa tronstrider ha sammanhängt därmed, att kristendomen tidigare blev allmäntrådande i Götaland än i Svealand, men de fortfor även sedan denna motsättning i mitten av 1100-talet fullständigt upphört. Att landskapspartikularismen i dem spelat en viss roll är troligt, men knappast att de inneburit en medveten maktstrid mellan svear och götar. Sedan de båda ätterna omväxlande fått besätta tronen (Karl Sverkersson 1160–1167, Knut Eriksson 1167–1196, Sverker den yngre 1196–1208, Erik Knutsson 1208–1216, Johan Sverkersson 1216–1222, Erik Eriksson 1222–1229 och 1234–1250), utdog de 1282 och 1250.

## Samhällsomvandling

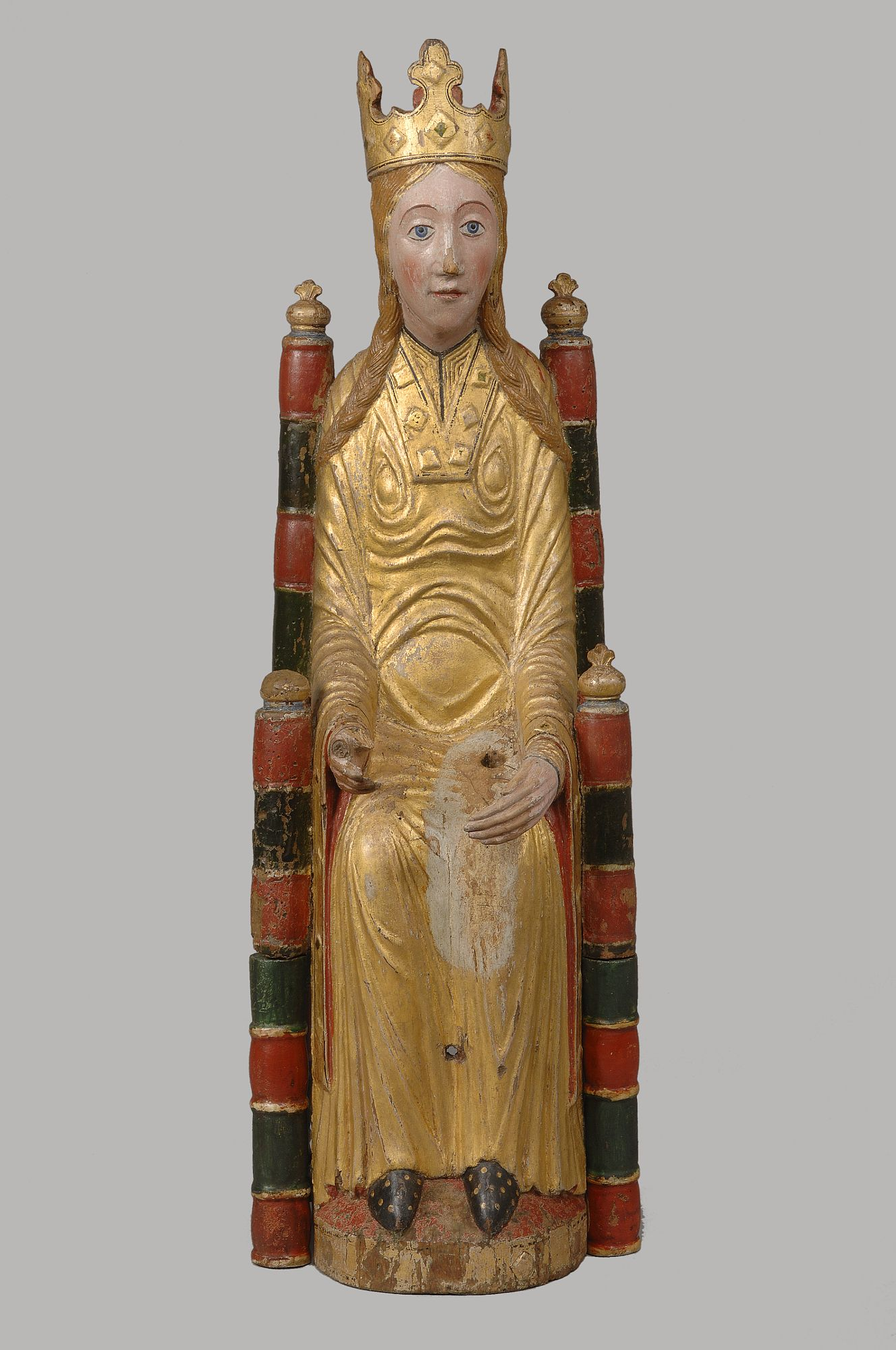
Viklaumadonnan från 1100-talet, Viklau kyrka, Gotland.

Under denna orostid ägde en brytning i samhällslivet rum, varur medeltidens Sverige framträdde. Sveriges kristnande hade inletts strax innan perioden. Den hierarkiska påvekyrkan, i vars form kristendomen kom till landet, erhöll då här fast organisation genom kyrkomötena i Linköping 1152 och Skänninge 1248, genom fullbordandet av stifts- och sockenindelningen med Uppsala ärkebiskopsdöme som nationell spets (1164), genom införandet av tionde och genom klosterväsendet. Därmed fick i Sverige den andliga odlingen egna målsmän, vilket var av stor kulturell betydelse, men därmed uppstod också en samhällsklass som visste förskaffa sig en både för det övriga folket och för staten tryckande och betänklig särställning: det så kallade andliga frälset. Början därtill gjordes genom ett privilegiebrev av Sverker den yngre 1200. Å andra sidan åstadkom kyrkan en social utjämning, i och med att trälarna började friges och träldomen slutligen – om än först under nästa period (1335) fullständigt – avskaffades.
Själv i behov av skydd och stöd från de kristnade kungarna, bidrog kyrkan till den svenska kungamaktens höjande genom att på den tillämpa åskådningar från den romerska kejsarrätten. Uppgiften att styrka lag och rätt, som av forno ålåg kungen liksom varje annan medlem av folket, men i högre grad, eftersom hans maktmedel var större, denna uppgift började nu under inflytande av de nämnda åskådningarna statsrättsligt fixeras. Kungarna uppträdde som högsta domare, och då de därvid stundom genomdrev tillämpning av från landskapens gamla rätt avvikande rättsgrundsatser uppkom ett kungligt lagstiftningsinitiativ. Tillika gjordes ansatser till utbildandet av en kunglig förvaltning. Kungamaktens tillväxt innebar begynnelsen till landskapspartikularismens övervinnande genom en verklig riksmyndighet. Till en början hade det dock sett ut som om den brytning som tronföljdsanarkien medförde snarare skulle verka upplösande. Det var först under den sverkersk-erikska tiden som frukterna av omdaningsarbetet visade sig vara kungamaktens och rikstankens stärkande. Då fick också riket en yttre makttillväxt, i det att Erik den helige återupptog vikingatidens svenska östersjöpolitik, nu med Finlands förvärvande som mål och genom att iklädas korstågsformen lämpad till den nya tidens åskådningar.
Uppkomsten av ett från det övriga folket (lekmännen) avskilt prästestånd (klerkerna) och början till träldomens försvinnande var inte de enda sociala förskjutningarna under denna period. Fastän inte feodaliserade utan odalmän (se odaljord) började storbönderna på 1100-talet efter feodaladelns förebild sammansluta sig till en aristokratisk krigarklass. Genom vikingatågens upphörande främjades jordens odling, men samtidigt minskades därigenom och genom frigivningarna tillgången på trälar. Till följd härav uppstod eller tillväxte vid sidan av de självägande bönderna landböndernas klass, och särskilt bedrevs arbetet på storböndernas gods genom sådana. I olikhet med i feodalländerna blev emellertid landbondeförhållandet i Sverige aldrig förenat med livegenskap. Under striderna om tronföljden i riket, i vilka storbönderna tog livlig del, utvecklade sig ur deras krets en riksaristokrati, och i denna, förstärkt med kyrkans prelater, erhöll kungamakten medhjälpare vid sin verksamhet i riksenhetens tjänst. Som stormannaklassens ledare framstod jarlen, vars ställning påminde om den frankiske rikshovmästarens (se major domus), och under den siste erikske kungens omyndighet utövades riksstyrelsen av ett flertal stormän. De betitlades i en handling, troligen från 1225, konungens "råd" (lat. consiliarii), vilken titel då för första gången förekommer i bevarade svenska urkunder.

## Urkunder
- Acta pontificum Svecica. Diplomatarium Suecanum. Appendix, 99-0794409-2. Holmiae [Stockholm]. 1936-1957. Libris 384637
  -  1, Acta cameralia, Vol. 1. Fasc. 1, Ann. MLXII-MCCCXLVIII. 1936. Libris 384638
- Svenskt diplomatarium : Diplomatarium Suecanum. Stockholm: Riksarkivet. Libris 119728
  -  Band 1, Åren 817-1285. 1829. Libris 119738